# Estanislao Figueras
Estanislao Figueras y Moragas (Barcellona, 13 novembre 1819 – Madrid, 11 novembre 1882) è stato il primo presidente della Prima Repubblica spagnola, dall'11 febbraio 1873 all'11 giugno 1873, e Presidente del consiglio di Ministri. Gli succedette Francesc Pi i Margall.

## Biografia
Nacque a Barcellona il 13 novembre 1819.
Estanislao Figueras y Moragas era laureato in giurisprudenza, nel 1844 si sposta a Tarragona per iniziare la sua carriera di avvocato. Entra nel Partito Progressista e partecipa alle rivolte liberali del 1848. Questo stesso anno va a Madrid, dove entra in contatto con i circoli politici repubblicani.
Dopo una serie di esilii, nel febbraio del 1873 fu eletto presidente della Prima Repubblica, carica che occupò fino a giugno dello stesso anno, in cui la crisi economica, così come la divisione interna del proprio partito e la proclamazione dello Stato Catalano (che riuscì a revocare solo accettando la dissoluzione dell'esercito in Catalogna) motivarono la sua sostituzione con Francesc Pi i Margall e la sua fuga in Francia, da dove ritornò a fine anno per cercare, senza successo, di ricomporre il frammentato Partito Federale.
Fu membro della Massoneria.